# アンヘレス
アンヘレス市（パンパンガ語: Lakanbalen ning Angeles、英語: Angeles city）とは、フィリピン・ルソン島のパンパンガ州（Province of Pampanga）にある都市である。かつてはアメリカ軍のクラーク空軍基地があり、関連する産業で栄えていた。

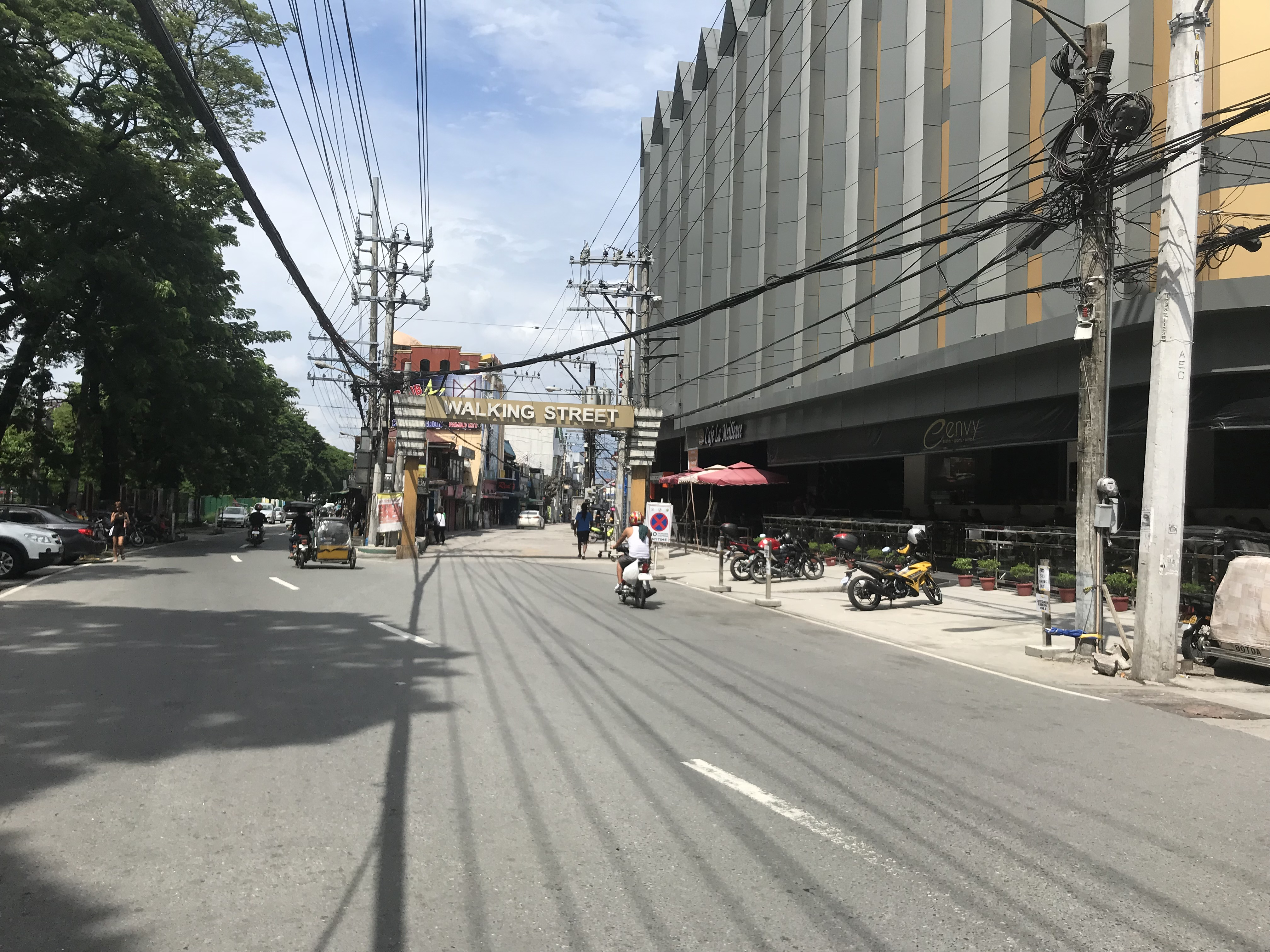
ゴーゴーバーが点在するウォーキングストリート入口

## 歴史
ピナトゥボ山の側面には約3万人が、バランガイと呼ばれる自治体や小さな集落を作って生活していた。山と周囲の山頂をほとんど覆い尽くすジャングルが狩猟集団のアエタ族を養った。モンスーン気候がもたらす豊富な降雨量（年間約4,000mm）と肥沃な火山性土の恩恵により、周辺の平地は農耕に適し、多くの人々が米などの主食を栽培した。ピナトゥボ山噴火後も、山から40km以内の土地に約50万人が居住している。現在人口が集中しているのは、アンヘレス市（15万人）やクラーク空軍基地跡（2万人）などである。ちなみに海軍はスービック海軍基地（スービックかいぐんきち、Subic Bay Naval Base）は、フィリピンのサンバレス州オロンガポにあった。

## 産業
- フィリピン政府は、アメリカ合衆国空軍の旧クラーク空軍基地を『クラーク経済特別区』として、各種産業の誘致に積極的である。日系企業も進出している。日系の大手は横浜タイヤの工場が有名だが、ほかに中小企業が複数進出している。
- 主にアンヘレス市南部をさすが、アンヘレス市は良い大学が集まっており、パンパンガ州はもとより近隣の州からも学生都市と認められている。ルソン島中央部から優秀な大学生が集まっているともいえる。日本人が留学するのでも有名である（マニラ、セブにつぐと思われ、バギオと肩を並べる）。その割りには書店（及びその内容）の不整備などの学生都市として問題を抱えるが、これはフィリピン全土でいえる傾向である。
- クラーク国際空港を拠点に、パイロット・ライセンスが取得でき、世界標準からするとその費用が割安の為、その目的で滞在する外国人が存在している。日本人でもいるが、日本に住んでいる日本人がフィリピンでライセンスを取得しただけでは、日本に戻って、日本でセスナをレンタルしようとしても信頼性がないという理由で普通は却下される（保険会社の問題もある）。自分でセスナ機を購入できるのであれば問題ないが、日本帰国後、気安くレンタルでフライトはできない（もちろん知人から個人的に借りるなら別である）。よって、フィリピン在住でライセンス取得後もフィリピンでセスナをチャーターするなら問題ないが、ただライセンスを取りに行くのは問題があるので、その辺を考慮されるべきである。
- アンヘレス市最北部に旧在比米軍基地跡地として、風俗街「ゴーゴーバー」（英語ではナイトクラブ。因みにフィリピンのセブ島では「ビキニバー」という独特の呼び方をする）のメッカである。この画像、動画は世界を駆け巡り、世界中からファンが押し寄せる。アロヨ元大統領は、自分の父親の名前を冠した『ディオスダド・マカパガル国際空港（現在はクラーク国際空港）』の国際ハブ空港化に熱心であった。その関係からアロヨ大統領在任中に、アンヘレス（主にバリバゴ地区）一掃作戦が行われたが、地元政治家の反対によって失敗に終わっている。今後、ノイノイ前大統領とアロヨ下院議員の出方が注目されており、世界最大の風俗街と呼ばれる『ゴーゴーバー地帯』の存続がかかっている。因みに、元アロヨ大統領がバリバゴ一掃作戦を企てたときには、パンパンガ州マバラカット市が正式に、一掃されるならマバラカット市へのゴーゴーバーの移転を訴えている。地元新聞では具体的に報道されている。マバラキャット市は農業主体であまり文明化されていないので、バリバゴ後継地して新しい多大な投資と経済活性をさせたい意図が強くある。
- アロヨ元大統領以降も歓楽街としてのアンヘレスへの浄化作戦は続く。浄化作戦で経営が苦しくなり手放したゴーゴーバーを韓国人が買い取り韓国人経営のバー増え、近年はアンヘレスのコリアンタウン化が顕著になっている[1]。

## 交通
- マニラ首都圏中心部より、長距離バスで2～3時間
- クラーク国際空港（日本からは、成田国際空港からセブパシフィック航空の直行便がある。）
- アンヘレス駅 フィリピン国鉄の駅、現在は廃駅

## 姉妹都市･提携都市

### 海外
- ラスベガス（アメリカ合衆国 ネバダ州）
- コロール（パラオ共和国 コロール州）
- 大邱市（大韓民国）

### 国内
- ダバオ（特別市）
- カバナチュアン（ヌエヴァ・エシハ州）
- サンフェルナンド（パンパンガ州）
- ヴァレンズエラ（ブラカン州）

## 産業や娯楽としてのビリヤード
アンヘレス市はキューや台などの生産シェアが高いだけでなく、娯楽としても街の至るところで行われて、人気があるのがビリヤードである。1999年、テレビ中継された世界選手権で、優勝したエフレン・レイズ（Efren Reyes）の出身地でもあった。